# Plagiogonus hirticeps
Plagiogonus hirticeps är en skalbaggsart som beskrevs av Louis Albert Péringuey 1901. Plagiogonus hirticeps ingår i släktet Plagiogonus och familjen Aphodiidae. Inga underarter finns listade i Catalogue of Life.